# Клементине Хелм
Клементине Хелм (на немски: Clementine Helm) е германска писателка, авторка на произведения в жанровете детска и юношеска литература.

## Биография и творчество
Хелм е родена на 9 октомври 1825 г. в Делич, Германия, в семейство на търговец. Рано губи родителите си и след това се образова в дома на чичо си, минералога Кристиан Самуел Вайс, в Мерзебург и в Берлин. В Берлин учи в Кралския лицей за учителка. През 1847 г. прекъсва обучението си и се омъжва за геолога и палеонтолог Хайнрих Ернст Бейрих, с когото осиновяват дъщерята на починалата ѝ сестра.
Любовта ѝ към книгите я стимулира сама да започне да пише и през е издаден първия ѝ сборник с разкази.
Клементине Хелм се нарежда сред най-успешните писателки на детско-юношески произведения през втората половина на 19 век, авторка е на около 40 романа за момичета. Най-известната ѝ книга е „Backfischchens Leiden und Freuden“ от 1863 г., представяща историята на 15-годишната Грете, която отива при леля си в Берлин, за да получи подходящо образование.
Клементине Хелм умира в Берлин няколко месеца след смъртта на съпруга си, на 26 ноември 1896 г.

## Произведения
- Kinder-Lieder (1861)
- Backfischchens Leiden und Freuden. Eine Erzählung für junge Mädchen (1863)
- Die Brieftaube (1871)
- Prinzesschen Eva (1875)
- Vater Carlets Pflegekind (1878)
Момичето на дядо Карлей, изд.: ИК „Хемус“, София (1942), прев. Бела Герц
Момичето на татко Карлет, изд. „Веда Словена“ (1993), прев. Бела Герц
- Der Weg zum Glück (1881)
- Die Glücksbume von Capri (1887)
- Drei Erzählungen für junge Mädchen (1889)
- Unsere Selekta (1889)
- Frau Theodore (1889)
- Auf Irrwegen und andere Erzählungen. für junge Mädchen (1891)
- Die Geschwister Leonhard (1891)
- Die Stiefschwestern (1891)
- Friedas Mädchenjahre und andere Erzählungen (1892)
- Dornröschen und Schneewittchen (1893)
- Das Heimchen (1894)
- Das Kränzchen (1895)
- Das vierblättrige Kleeblatt (1895)
- Doris und Dora (1895)
- Die kleine Herrin (1895)
- Elfriede (1895)
- Hans und Hanna (1895)
- Elfchen Goldhaar (1897)
- Märchenbuch (1897)